# (6145) Riemenschneider
(6145) Riemenschneider – planetoida z pasa głównego asteroid okrążająca Słońce w ciągu 3 lat i 284 dni w średniej odległości 2,43 j.a. Została odkryta 26 września 1960 roku. Przed nadaniem nazwy planetoida nosiła oznaczenie tymczasowe (6145) 2630 P-L.